# Taekwondo als Jocs Olímpics d'estiu de 2008
Les proves de Taekwondo dels Jocs Olímpics de Pequín es disputaran entre el 13 i el 23 d'agost de 2008, al Gimnàs de la Universitat de Ciència i Tecnologia de Pequín.

## Proves
Es disputen vuit medalles d'or, quatre en categoria masculina i quatre en categoria femenina distribuïdes segons els següents pesos:
| Homes    | Dones    |
| - 58 kg  | - 49 kg  |
| 59-68 kg | 50-57 kg |
| 69-80 kg | 58-67 kg |
| + 80 kg  | + 67 kg  |
| -------- | -------- |

## Resultats
Tots els horaris estan en l'hora local de Pequín (UTC+8)

### Categoria masculina
| Prova          | Or              | Argent                 | Bronze                            |
| - 58 kg homes  | Guillermo Perez | Yulis Gabriel Mercedes | Rohullah Nikpai · Mu-Yen Chu      |
| 59-68 kg homes | Son Tae-Jin     | Mark Lopez             | Servet Tazegül · Sung Yu-Chi      |
| 69-80 kg homes | Hadi Saei       | Mauro Sarmiento        | Steven Lopez · Zhu Guo            |
| + 80 kg homes  | Dongmin Cha     | Aléxandros Nikolaidis  | Arman Chilmanov · C. Chukwumerije |

### Categoria femenina
| Prova          | Or               | Argent           | Bronze                                     |
| - 49 kg dones  | Wu Jingyu        | Buttree Puedpong | Dalia Contreras Rivero · Daynellis Montejo |
| 50-57 kg dones | Lim Su-Jeong     | Azize Tanrıkulu  | Diana Lopez · Martina Zubčić               |
| 58-67 kg dones | Hwang Kyung-Seon | Karine Sergerie  | Gwladys Epangue · Sandra Saric             |
| + 67 kg dones  | Rosario Espinoza | Nina Solheim     | Natalia Falavigna · Sarah Stevenson        |

## Medaller
| Posició | País                 | Or | Argent | Bronze | Total |
| 1       | Corea del Sud        | 4  | 0      | 0      | 4     |
| 2       | Mèxic                | 2  | 0      | 0      | 2     |
| 3       | R.P. de la Xina      | 1  | 0      | 1      | 2     |
| 3       | Iran                 | 1  | 0      | 0      | 1     |
| 5       | Estats Units         | 0  | 1      | 2      | 3     |
| 6       | Turquia              | 0  | 1      | 1      | 2     |
| 7       | Tailàndia            | 0  | 1      | 0      | 1     |
| 7       | Grècia               | 0  | 1      | 0      | 1     |
| 7       | República Dominicana | 0  | 1      | 0      | 1     |
| 7       | Canadà               | 0  | 1      | 0      | 1     |
| 7       | Itàlia               | 0  | 1      | 0      | 1     |
| 7       | Noruega              | 0  | 1      | 0      | 1     |
| 13      | Xina Taipei          | 0  | 0      | 2      | 2     |
| 13      | Croàcia              | 0  | 0      | 2      | 2     |
| 15      | Afganistan           | 0  | 0      | 1      | 1     |
| 15      | Veneçuela            | 0  | 0      | 1      | 1     |
| 15      | Cuba                 | 0  | 0      | 1      | 1     |
| 15      | França               | 0  | 0      | 1      | 1     |
| 15      | Nigèria              | 0  | 0      | 1      | 1     |
| 15      | Kazakhstan           | 0  | 0      | 1      | 1     |
| 15      | Brasil               | 0  | 0      | 1      | 1     |
| 15      | Regne Unit           | 0  | 0      | 1      | 1     |